# Aetós, Florina
Aetós (Aetos) är en ort i Grekland. Den ligger i prefekturen Nomós Florínis och regionen Västra Makedonien, i den norra delen av landet, 300 km nordväst om huvudstaden Aten. Aetós ligger 624 meter över havet och antalet invånare är 759.
Terrängen runt Aetós är kuperad åt nordväst, men åt sydost är den platt. Runt Aetós är det ganska glesbefolkat, med 32 invånare per kvadratkilometer. Närmaste större samhälle är Ptolemaida, 19,4 km sydost om Aetós. Trakten runt Aetós består till största delen av jordbruksmark.